# جلوريا
جلوريا (بالإنجليزية: Gloria)‏ هو فيلم دراما صدر في سنة 2013. من إخراج المخرج التشيلي سيباستيان ليلو وبطولة باولينا جارسيا، تم عرض الفيلم خلال منافسته على جوائز مهرجان برلين السينمائي الـ 63 وفازت بطلة الفيلم التشيلية باولينا جارسيا بجائزة «الدب الفضي» لأفضل ممثلة في هذا المهرجان. تم اختيار الفيلم من قبل دولة تشيلي للمنافسة على ترشيحات جائزة الأوسكار لأفضل فيلم أجنبي ولكنه لم يدخل في قائمة الترشيحات.

## وصلات خارجية
- غلوريا على موقع IMDb (الإنجليزية)
- غلوريا على موقع ميتاكريتيك (الإنجليزية)
- غلوريا على موقع قاعدة بيانات الأفلام العربية
- غلوريا على موقع ألو سيني (الفرنسية)
- غلوريا على موقع أول موفي (الإنجليزية)
- غلوريا على موقع فيلمافينيتي (الإسبانية)
- غلوريا على موقع قاعدة بيانات الفيلم (الإنجليزية)
- غلوريا على موقع ليتربوكسد (الإنجليزية)
- غلوريا على موقع كينوبويسك (الروسية)

- جلوريا في قاعدة بيانات السينما العالمية.
- جلوريا في موقع الطماطم الفاسدة.